# Gerhard Perl
Gerhard Perl (* 19. Februar 1927 in Ortelsburg; † 30. Oktober 2008 in Berlin) war ein deutscher Altphilologe.

## Leben
Gerhard Perl wurde 1951 wissenschaftlicher Assistent am Institut für griechisch-römische Altertumskunde der Deutschen Akademie der Wissenschaften zu Berlin. Er promovierte 1953 an der Martin-Luther-Universität Halle-Wittenberg mit einer Arbeit zum Thema Kritische Untersuchungen zu Diodors römischer Jahrzählung. An der Akademie war Perl an vielen Großvorhaben beteiligt, nicht selten in leitender Position, so als Abteilungsleiter bei der Verfassung der Kulturgeschichte der Antike. Sein Kommentar zu Tacitus’ Germania gilt als herausragend und grundlegend. Es war zugleich Perls Habilitationsschrift an der Humboldt-Universität zu Berlin (HU). Neben seiner Arbeit an der Akademie übernahm Perl Lehraufträge an der HU Berlin, wo er als Latinist gemeinsam mit mehreren anderen Mitarbeitern der Akademie den Verantwortlichen Althistoriker Armin Jähne unterstützte. Nach der Wende wurde er Professor für Klassische Philologie insbesondere der Historiographie an der Freien Universität Berlin.
Gerhard Perl starb am 30. Oktober 2008 bei einem Verkehrsunfall.

## Schriften
- Kritische Untersuchungen zu Diodors römischer Jahrzählung, Akademie, Berlin 1957 (Schriften der Sektion für Altertumswissenschaft der Deutschen Akademie der Wissenschaften zur Berlin, Bd. 9)
- Germania. Lateinisch und deutsch, Akademie, Berlin 1990 (Griechische und lateinische Quellen zur Frühgeschichte Mitteleuropas bis zur Mitte des 1. Jahrtausends u. Z. Teil 2/Schriften und Quellen der Alten Welt, Bd. 37,2) ISBN 3-05-000349-9